# مروان القماش
مروان القماش هو سباح مصري. شارك في منافسات بطولة العالم للسباحة 2015 والألعاب الأولمبية الصيفية 2016 في ريو دي جانيرو والألعاب الأولمبية الصيفية 2020 في طوكيو.
حلّ في المركز الرابع عشر في الترتيب النهائي لدور التصفيات في منافسات السباحة 400 متر حرة رجال، فلم يتأهل للدور النصف النهائي.

## روابط خارجية
- مروان القماش على موقع الاتحاد الدولي للسباحة (الإنجليزية)
- مروان القماش على موقع SwimRankings.net (الإنجليزية)
- مروان القماش على موقع اللجنة الأولمبية الدولية (الإنجليزية)
- مروان القماش على موقع أوليمبيديا (الإنجليزية)